# Sídliště Slezské Předměstí – Jih
Sídliště Slezské Předměstí – Jih je urbanistický celek v Hradci Králové – Slezském Předměstí, součást sídliště Slezské Předměstí. Pro toto sídliště je typická různorodost domů vsazených do vilové čtvrti s množstvím zeleně. Tato část je vnímána jako klidná a vhodná k bydlení.
V době, kdy bylo dokončováno sídliště Sever, začala výstava sídliště také na druhou stranu od Pospíšilovy třídy – sídliště Jih.
Součástí jižní části sídliště se staly také administrativní budovy Stavoprojektu a Strojobalu.

## Zajímavé budovy

### Experimentální domy v Třebechovické ulici
Druhý experiment na sídlišti Slezské Předměstí přišel v roce 1966 v Třebechovické ulici (první byl v Gagarinově ulici na sídlišti Sever). Jednalo se o vylepšenou soustavu HK 65, která vycházela z původní HK 60. Byty zde byly v deseti variantách, které se lišily počtem a velikostí pokojů. Základem bylo bytové jádro B3, vestavěná skříň v předsíni a také lodžie. Další experiment přišel v o rok později v Luční ulici.

### Věžové domy v ulici Bratří Štefanů

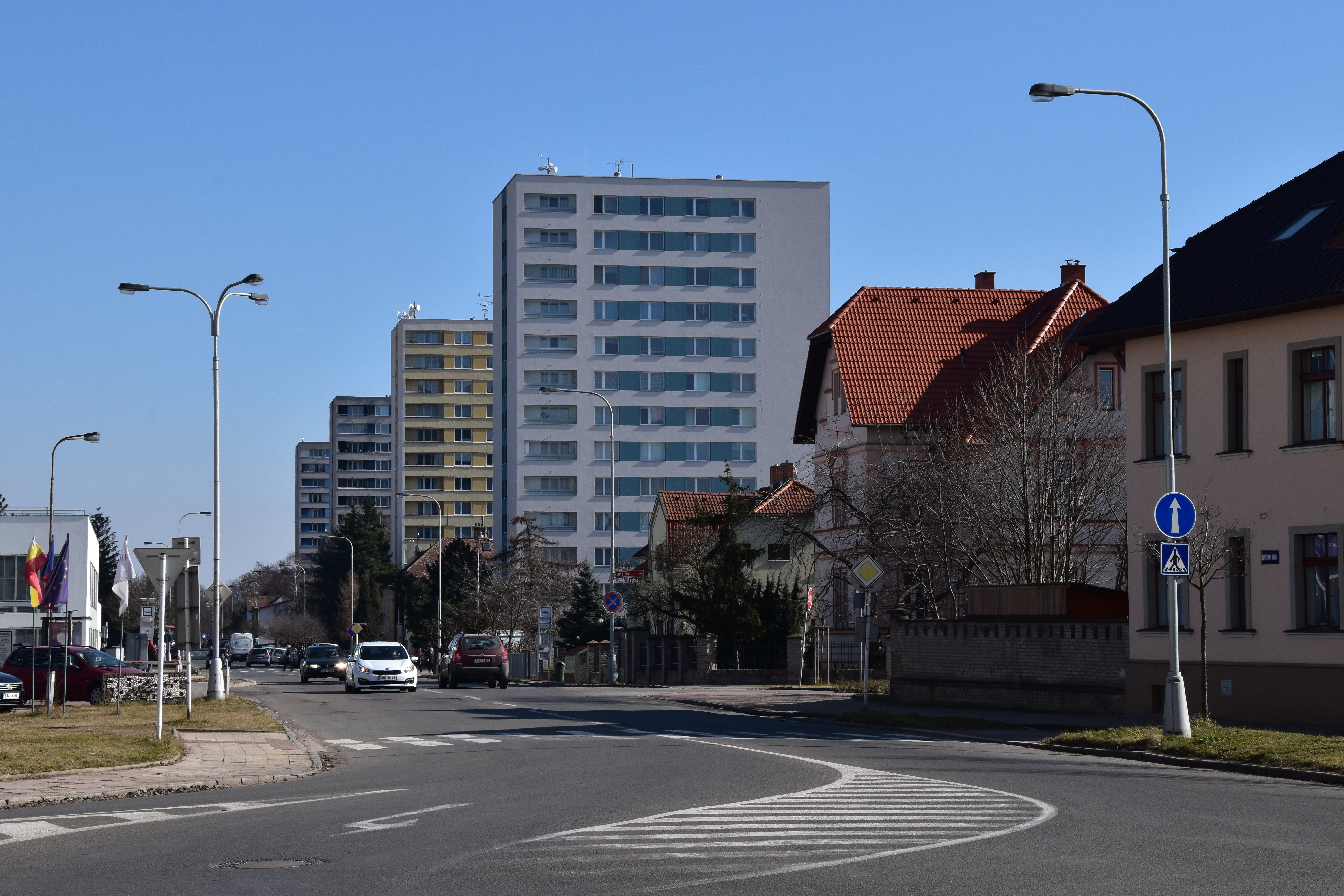
Věžové domy v ulici Bratří Štefanů

Dominantou této části sídliště jsou čtyři věžové domy o třinácti podlažích, které dosahují výšky takřka 40 metrů. Jedná se o monolitické skelety s obvodovým pláštěm z plynosilikátových desek. Tyto domy mají centrální výtahové jádro, také monolitické. Vycházejí z projektu Jana Zídky. V létě 1965 byly ve výstavbě první dva z nich (v druhé polovině srpna ve výši šestého podlaží; zednická brigáda Františka Matějky a brigáda tesařů Františka Hrocha).

### Školy
Školy na Slezském Předměstí – Jih projektoval Jan Rejchl

Bývalá ZŠ Jih z roku 1966 je sídlem ZUŠ Střezina.